# Desmiphoropsis mannerheimi
Desmiphoropsis mannerheimi är en skalbaggsart som först beskrevs av Thomson 1865.  Desmiphoropsis mannerheimi ingår i släktet Desmiphoropsis och familjen långhorningar. Inga underarter finns listade i Catalogue of Life.